# Sede titolare di Tarso dei Greco-Melchiti
Tarso dei Greco-Melchiti (in latino: Tarsensis Graecorum Melkitarum) è una sede titolare arcivescovile della Chiesa cattolica.
Dal 25 giugno 2022 il vescovo titolare è Jean-Marie Chami, Ist. del Prado, vescovo ausiliare del patriarcato di Antiochia dei melchiti per i territori di Egitto, Sudan e Sud Sudan.

## Cronotassi dei vescovi titolari
- Ignazio Homsi † (12 maggio 1899 - 21 febbraio 1926 deceduto)
- Dionisio Kfoury, B.S. † (20 giugno 1927 - 11 marzo 1965 deceduto)
- Agapios Salomon Naoum, B.S. † (15 ottobre 1965 - 1º maggio 1967 deceduto)
- Athanasios Toutoungi † (6 marzo 1968 - 20 febbraio 1981 deceduto)
- Loutfi Laham, B.S. (9 settembre 1981 - 29 novembre 2000 eletto patriarca di Antiochia)
- Youssef Absi, S.M.S.P. (15 luglio[2] 2001 - 21 giugno 2017 eletto patriarca di Antiochia)
- Jean-Marie Chami, Ist. del Prado, dal 25 giugno 2022